# Kid Icarus: Of Myths and Monsters
Kid Icarus: Of Myths and Monsters (Kid Icarus: De mitos y monstruos) es un videojuego desarrollado por Nintendo R&D1 en 1991 y publicado por Nintendo para la Game Boy y más tarde reeditado en la Consola Virtual de Nintendo 3DS. El juego es la secuela de Kid Icarus para la NES y usa el mismo motor que Metroid II: Return of Samus.

## Historia
Una noche, la diosa Palutena tuvo un horrible sueño. Su amada Tierra del Ángel era atacada por una horda de demonios. Palutena llamó a un adivino que le dijo que aquello no era sólo un sueño. Pronto sucedería que un demonio llamado Orcos atacaría la Tierra del Ángel.
Palutena mandó llamar al héroe Pit, y le habló sobre los futuros hechos y le encargó una misión: realizar un entrenamiento y obtener los Tres tesoros sagrados (la Armadura de plata, las Flechas de la luz y las Alas de Pegaso) para hacerse más fuerte y estar preparado para cuando Orcos atacase la Tierra del Ángel.
La escena final del juego, antes de que aparezcan los títulos de crédito, podemos ver cómo Pit se acerca al sol y sus alas comienzan a desaparecer, acercando así al personaje al mito de Ícaro. Este es el único momento de toda la serie que tiene algo que ver con su título, Kid Icarus.

## Sistema de juego
Kid Icarus: Of Myths and Monsters es un juego de acción y plataformas clásico. A diferencia de su predecesor, el scroll puede moverse en todas las direcciones y la partida puede ser guardada.
Como personaje de plataformas, Pit tiene la habilidad de saltar, y añade un nuevo movimiento respecto a su anterior juego: puede agitar sus alas en el aire para realizar un descenso suave.
El arco sigue siendo su arma principal, con flechas ilimitadas, aunque no será la única. Podrá recoger martillos en ciertas zonas para destruir paredes y objetos, aunque desaparecerán después de ser usados.
A lo largo del juego, Pit encontrará tiendas donde poder comprar ítems (martillos, aumento de la barra) a cambio de Corazones obtenidos al derrotar enemigos. También se encontrará con el dios Zeus, que juzgará su fuerza, y le otorgará un arma especial si supera la prueba de resistencia.
La vida de Pit se controla mediante una barra vital situada en la esquina superior izquierda. Cuando esta barra se vacía después de haber recibido un cierto número de impactos, Pit pierde una vida. Cuando esto suceda, Pit comenzará desde el principio de la fase si le quedan más vidas. Si no tenía vidas volverá al punto donde se salvara el juego por última vez.
Pit recorrerá tres mundos: la Torre del Inframundo, el Mundo y la Torre del mundo celestial. Cada mundo está dividido a su vez en cuatro fases. Cada vez que se complete una fase, aparecerá la puntuación total obtenida y la posibilidad de guardar el progreso. Si Pit ha completado el nivel de manera sobresaliente, Zeus aparecerá y le aumentará su barra vital (esto sólo ocurrirá hasta cuatro veces).
La última fase de cada mundo es una fortaleza donde se guarda uno de los Tres tesoros sagrados. Cada tesoro está guardado por un poderoso Guardián de la fortaleza, al que Pit debe vencer antes de obtener el tesoro.
Cuando Pit recupere los Tres tesoros sagrados, volverá al Palacio celestial. Aquí será evaluado y se determinará cuántos tesoros será digno de usar. Siempre será otorgado con las Alas de Pegaso, que le darán la habilidad de volar (recordemos que sus alas sólo le permitían planear). Dependiendo de la puntuación que se haya logrado, podrán serle otorgados los otros dos tesoros: la Armadura de plata que reduce el daño de cada ataque que reciba, y las Flechas de luz, que pueden ser disparadas de forma continua.
Si no pueden conseguirse los tres tesoros, Zeus tiene dos aposentos en el Palacio celestial, a los que Pit puede acudir. Para conseguir los tesoros, Pit tendrá que pasar una prueba de resistencia.